# Italiani regionali settentrionali
Gli italiani regionali settentrionali sono un macrogruppo dialettale della lingua italiana parlato nel Nord Italia, a San Marino e nella Svizzera Italiana.

## Origini
Le varietà settentrionali dell'italiano traggono origine dall'incontro dell'italiano standard con le lingue regionali del Nord Italia (lingue gallo-italiche o dialetti settentrionali), dovuto principalmente alla scolarizzazione.

## Divisioni ulteriori
Le divisioni seguono all'incirca, ma non perfettamente, quelle delle lingue regionali., con eccezioni come la Lombardia divisa tra un polo milanese e uno orientale, che tuttavia segue la differenza fonetica tra lombardo occidentale e orientale.

## Caratteristiche
La principale caratteristica comune a tutti gli italiani regionali settentrionali è l'influenza di lingue galloromanze sull'italiano.
Pertanto è possibile trovare differenze comuni come:
- Uso maggiore del passato prossimo al posto del passato remoto[3]
- Uso del verbo "averci" in senso possessivo, come nelle lingue gallo-italiche e in veneto